# Coppa di Francia 2009-2010 (hockey su pista)
La Coppa di Francia 2009-2010 è stata la 9ª edizione della principale coppa nazionale francese di hockey su pista. La competizione ha avuto luogo dal 21 novembre 2009 e si è conclusa con la doppia finale il 19 giugno 2010.
Il trofeo è stato conquistato dal SCRA Saint-Omer per la seconda volta nella sua storia superando in finale il Saint-Brieuc.

## Risultati

### Ottavi di finale
| Squadra 1         | Risultato | Squadra 2       |
| ----------------- | --------- | --------------- |
| Nantes Longchamps | 5 - 9     | Ploufragan      |
| Plonéour-Lanvern  | 9 - 2     | Crehen          |
| Saint-Brieuc      | 8 - 4     | Biarritz        |
| Quévert           | 4 - 3     | La Vendéenne    |
| Tourcoing         | 5 - 6     | Noisy-le-Grand  |
| Mérignac          | 2 - 4     | SCRA Saint-Omer |
| Mont St Aignan    | 2 - 3     | ASTA Nantes     |
| Coutras           | 1 - 0     | Vaulx-en-Velin  |

### Quarti di finale
| Squadra 1      | Risultato | Squadra 2        |
| -------------- | --------- | ---------------- |
| Ploufragan     | 4 - 2     | Plonéour-Lanvern |
| Saint-Brieuc   | 4 - 3     | Quévert          |
| Noisy-le-Grand | 3 - 9     | SCRA Saint-Omer  |
| ASTA Nantes    | 4 - 6     | Coutras          |

### Semifinali
| Squadra 1       | Risultato | Squadra 2    |
| --------------- | --------- | ------------ |
| Ploufragan      | 2 - 3     | Saint-Brieuc |
| SCRA Saint-Omer | 10 - 4    | Coutras      |

### Finale
| Saint-Brieuc 12 giugno 2010 Finale - andata | Saint-Brieuc | 2 – 3 | SCRA Saint-Omer |  |

| Saint-Omer 19 giugno 2010 Finale - ritorno | SCRA Saint-Omer | 2 – 1 | Saint-Brieuc | Salle des Sports du Brockus |